# Kaha leefmanii
Kaha leefmanii är en insektsart som beskrevs av Frederick Arthur Godfrey Muir 1915. Kaha leefmanii ingår i släktet Kaha och familjen Derbidae. Inga underarter finns listade i Catalogue of Life.